# 20496 Дженік
20496 Дженік (20496 Jeník) — астероїд головного поясу, відкритий 22 серпня 1999 року.
Тіссеранів параметр щодо Юпітера — 3,175.